# کلمیوو
کلمیوو (به فرانسوی: Colomieu) یک کمون در کشور فرانسه است که در canton of Belley واقع شده‌است.

## خصوصیات
کلمیوو ۵٫۹۶ کیلومترمربع مساحت و ۱۱۶ نفر جمعیت دارد و ۳۲۶ متر بالاتر از سطح دریا واقع شده‌است.